# Jeannette Wing
 (mai 2022).
Pour les articles homonymes, voir Wing.
Jeannette M. Wing, née le 4 décembre 1956, est une professeure d'informatique  à l'Université Carnegie-Mellon (sur une chaire intitulée professeur du président). Elle est directrice du département d'informatique. Elle a reçu son Bachelor et son Master (en) au Massachusetts Institute of Technology (MIT) en 1979, puis son PhD en 1983, toujours au MIT. Ses domaines d'intérêt sont les systèmes de spécification et de vérification, concurrents et répartis, ainsi que les langages de programmation. Avec Barbara Liskov, elle développa une définition particulière du sous-typage, connue sous le nom de principe de substitution de Liskov.